# Lang en gelukkig (toneelstuk)
Lang en gelukkig is een Nederlands toneelstuk dat in het seizoen 2007/2008 door het Ro Theater werd opgevoerd. In het toneelstuk worden de sprookjes Assepoester en Roodkapje gemoderniseerd en samengevoegd tot een komische toneelvoorstelling. Pieter Kramer regisseerde het toneelstuk dat door Don Duyns geschreven was. Het decorontwerp was van Niek Kortekaas en de kostuums van Sabine Snijders. Alex Klaasen schreef de nieuwe liedteksten bij de bestaande liedjes. Het stuk wordt dikwijls door amateurgezelschappen in Nederland en Vlaanderen opgevoerd. In seizoen 2013/ 2014 werd het stuk door het Rotheater in reprise gebracht, in de originele bezetting.

## Rolverdeling
- Arjan Ederveen - Irma Zonderboezem
- Guus Dam - Baron, Lakei Arnold, Stoere jagerman 1 (in de reprise overgenomen door Jack Wouterse)
- Alex Klaasen - Paris, Wolf, Klein Muiltje
- Gijs Naber - Hilton, Lakei Willem (Willy), Prins
- Dick van den Toorn - Knoop, Stoere jagerman 2, Lakei Kees
- Hans Leendertse - Fee, Prins Roderick
- Hannah van Lunteren - Assepoester, Moeder Geit
- Sylvia Poorta - Roodkapje, De Koningin

In elk theater speelde kinderen van de plaatselijke balletschool de rollen van Dansende Elfjes en Lakeitjes.

## Verfilming
Op 14 oktober 2010 ging de door Pieter Kramer geregisseerde film Lang en gelukkig in première. Het scenario was van Don Duyns. Alle acteurs, op uitzondering van Guus Dam, uit het toneelstuk spelen ook mee in de film.